# Amaury Bischoff
Amaury Bischoff (Colmar, Francia, 31 de marzo de 1987) es un futbolista franco-portugués. Juega de mediocampista y su actual equipo es el SC Preußen Münster de la 3. Liga de Alemania. 

## Trayectoria
Antes militó en el Werder Bremen, con cuyo primer equipo debutó en 2007 en un partido de la Copa de la UEFA contra el Celta de Vigo. 

## Selección nacional
De padre francés y madre portuguesa, Amaury ha jugado para Francia en la selección sub-18, sin embargo en 2007 fue seleccionado por Portugal debutando el 10 de febrero de 2009 en su selección sub-21.

## Clubes
| Club                 | País       | Año           |
| -------------------- | ---------- | ------------- |
| Werder Bremen        | Alemania   | 2007 - 2008   |
| Arsenal FC           | Inglaterra | 2008 - 2009   |
| Académica de Coimbra | Portugal   | 2009          |
| Desportivo das Aves  | Portugal   | 2009          |
| Académica de Coimbra | Portugal   | 2009-2011     |
| Desportivo das Aves  | Portugal   | 2011-2012     |
| SC Preußen Münster   | Alemania   | 2012-presente |